# David Holmes
David Holmes (1981) es un ex-actor doble de acción. Fue el doble de Daniel Radcliffe como Harry Potter en las siete películas, y fue acreditado como el papel de Adrian Pucey en Harry Potter y la piedra filosofal. En la filmación de Las Reliquias de la Muerte, resultó herido en la espalda trabajando en una escena de efectos especiales. Debido a esta lesión no pudo volver a caminar.

## Carrera
Holmes fue el doble de acción de Daniel Radcliffe como Harry Potter en las seis primeras películas de la serie cinematográfica de Harry Potter. Interpretó a un golpeador de Slytherin en Harry Potter y la piedra filosofal, pero un error en los créditos de la película hace que aparezca interpretando al personaje Adrian Pucey en su lugar; ese papel fue interpretado en realidad por Scott Fearn.
En enero de 2009 Holmes resultó gravemente herido y quedó parcialmente paralizado tras un accidente durante el rodaje de una prueba acrobática para Harry Potter y las Reliquias de la Muerte.  Aparece en la película como especialista.
Tras quedar en situación de discapacidad, se dedicó a las carreras de automóviles, conduciendo un coche con mandos manuales que podía manejar. Con dos amigos -también paralíticos-, Holmes fundó Ripple Productions, que en 2020 lanzó un podcast con Daniel Radcliffe, llamado Cunning Stunts, en el que entrevista a otros actores dobles de riesgo para concienciar sobre los riesgos a los que se enfrentan.
David Holmes: The Boy Who Lived, un documental sobre la vida de Holmes, se estrenó en Doc NYC el 13 de noviembre de 2023 antes de emitirse en HBO Max el 15 de noviembre de 2023. Daniel Radcliffe ejerció de productor ejecutivo de la película.

## Filmografía

### Doble de acción
| Año  | Título                                        | Rol                                 | Notas                  |
| ---- | --------------------------------------------- | ----------------------------------- | ---------------------- |
| 2001 | Harry Potter and the Philosopher's Stone      | Doble de acción de Harry Potter     | No acreditado          |
| 2002 | Harry Potter and the Chamber of Secrets       | Doble de acción de Harry Potter     | No acreditado          |
| 2004 | Harry Potter and the Prisoner of Azkaban      | Doble de acción de Harry Potter     | No acreditado          |
| 2005 | Green Street Hooligans                        | Doble de acción                     |                        |
| 2005 | Harry Potter and the Goblet of Fire           | Doble de acción de Harry Potter     | No acreditado          |
| 2007 | The Last Legion                               | Doble de acción de Romulus Augustus |                        |
| 2007 | Ruddy Hell! It's Harry and Paul               |                                     | 3 episodes             |
| 2007 | Harry Potter and the Order of the Phoenix     | Doble de acción de Harry Potter     | No acreditado          |
| 2007 | My Boy Jack                                   | Doble de acción                     | Película de TV         |
| 2007 | The Golden Compass                            | Acrobacias                          |                        |
| 2007 | National Treasure: Book of Secrets            | Acrobacias                          |                        |
| 2008 | Doomsday                                      | Doble de acción                     |                        |
| 2008 | Mutant Chronicles                             | Doble de acción                     |                        |
| 2008 | Inkheart                                      | Acrobacias                          | Película               |
| 2009 | Harry Potter and the Half-Blood Prince        | Doble de acción de Harry Potter     | No acreditado          |
| 2010 | Prince of Persia: The Sands of Time           | Doble de acción de Young Bis        | Película               |
| 2010 | Harry Potter and the Deathly Hallows – Part 1 | Doble de acción de Harry Potter     | película No acreditado |
| 2011 | Harry Potter and the Deathly Hallows – Part 2 | Doble de acción de Harry Potter     |                        |
| 2015 | Mortdecai                                     | Doble de acción                     | Película               |

### Otras apariciones
| Año  | Título                                   | Rol        | Notas                                     |
| ---- | ---------------------------------------- | ---------- | ----------------------------------------- |
| 2000 | Bedazzled                                | Estudiante | No acreditado                             |
| 2001 | Harry Potter and the Philosopher's Stone | Golpeador  | Mal acreditado como "Adrian Pucey"        |
| 2002 | Harry Potter and the Chamber of Secrets  | Golpeador  | No acreditado                             |
| 2023 | David Holmes: The Boy Who Lived          | Él mismo   | Protagonista, Película documental HBO Max |